# Фридрих Шилхер
Фридрих Шилхер (Беч, 1. септембар 1811 — Беч, 6. мај 1881) био је аустријски сликар портрета, жанра и историје и декоративни дизајнер.
Шилхер је студирао је на Бечкој академији, а потом је био на студијским путовањима у Мађарској и Трансилванији, пре него што је постао председник бечке Кунстлерхаус. По њему је 1975. године названа Шилхергасе (улица), у 14. бечком бецирку (округу) Пенцингу.  

## Дело
- Рестаурација сводних фресака Маркантонија Кјаринија у Зимској палати принца Еугена, Центар Беча (1841)
- Рестаурација сводних фресака у Великој сали за састанке Пале Нидерестерајх, Беч
- Сценска завеса за Мађарско народно позориште, Будимпешта
- Олтарска слика за цркву светог Владислава у Великом Варадину, у данашњој Румунији
- Кардиналне врлине, фреске у дворишту прелата опатије Мелк (1852)
- Слава Светог Бенедикта, слика на своду за улазни хол опатије Мелк (1852)
- Кружни плес анђела, слика иза главног олтара у цркви Светог Јосифа у Каленбергу, Беч (1852)[5]
- Слика за маузолеј породице Финстерле на жупном гробљу у Деблингу, Беч
- Украс у парохијској цркви Леоберсдорф (1859-1862)
- Портрет Франца Јозефа Првог од Аустрије (1860)
- Слика свода у "Шубертовој соби" у Палати Думба у Бечу, која приказује аспекте Шубертовог дела, за Николауса Думбу[1]
- Супрапортне фреске за Палату Шварценберг у Бечу
- Фигуративна слика за завесу Позоришта на реци Вин (1864)[6]
- Алегорија Аустрије, фреска у Великој трпезарији хотела Аустрија у Бечу (уништена у америчком бомбардовању 1945)
- Портрет Јохана II, принца од Лихтенштајна

Остале слике се налазе у Бечком музеју и Академији ликовних уметности у Бечу.